# Basil Liddell Hart
Basil Henry Liddell Hart, ook bekend als (Captain) B.H. Liddell Hart, (Parijs, 31 oktober 1895 – Marlow (Buckinghamshire), 29 januari 1970) was een Brits militair, militair historicus, (oorlogs)correspondent en tacticus. 
Liddell werd in Parijs geboren, omdat zijn vader er toen als methodistisch dominee fungeerde. De Harts waren landbouwers in Gloucestershire en Herefordshire. De Liddells, familie van zijn moeder, waren afkomstig uit Liddesdale, gelegen aan de Schotse zijde van de grens met Engeland en hadden te maken met de London and South Western Railway.
Tijdens de Eerste Wereldoorlog diende hij als officier in het Britse leger. In 1920 was hij verantwoordelijk voor de Britse infanterie. In 1927 ging hij weg bij het leger. 
Daarna werkte hij bij de Daily Telegraph en vanaf 1935 bij de Times. Hier bleef hij werken tot de Tweede Wereldoorlog begon in 1940. 
In 1944 kwam hij achter het plan van D-Day en schreef er zeer kritisch over, waardoor hij door de Britse geheime dienst in de gaten werd gehouden.
Basil Liddell Hart werd in 1966 in Engeland geridderd en kreeg daardoor de titel Sir. 
Hij overleed op 74-jarige leeftijd begin 1970.

## Decoratie
- Knight Bachelor op 1 januari 1966